# Eddy Treijtel
Eduard Willem Treijtel est un footballeur néerlandais né le 28 mai 1946. Il évoluait au poste de gardien de but.

## Biographie

### En club
Avec le club du Feyenoord Rotterdam, il remporte trois titres internationaux : une Coupe des clubs champions européens, une Coupe de l'UEFA et enfin une Coupe intercontinentale.
Au cours de sa carrière de joueur, il dispute 23 matchs en Coupe d'Europe des clubs champions, et joue plus de 500 matchs en première division néerlandaise.

### En équipe nationale
International néerlandais, il reçoit 5 sélections en équipe des Pays-Bas entre 1969 et 1976. 
Il joue son premier match en équipe nationale le 22 octobre 1969 contre la Bulgarie et son dernier le 13 octobre 1976 contre l'Irlande du Nord.
Il fait partie du groupe néerlandais finaliste de la Coupe du monde 1974, sans jouer de match lors de la phase finale de cette compétition. Il dispute toutefois deux matchs comptant pour les tours préliminaires de la Coupe du monde, lors des éditions 1970 et 1978.

## Carrière
- 1964-1968 :  Xerxes
- 1968-1979 :  Feyenoord Rotterdam
- 1979-1985 :  AZ Alkmaar

## Palmarès
Avec les  Pays-Bas :
- Finaliste de la Coupe du monde 1974

Avec le Feyenoord :
- Vainqueur de la Coupe des clubs champions européens en 1970
- Vainqueur de la Coupe de l'UEFA en 1974
- Vainqueur de la Coupe intercontinentale en 1970
- Champion des Pays-Bas en 1969, 1971 et 1974
- Vainqueur de la Coupe des Pays-Bas en 1969

Avec l'AZ Alkmaaar :
- Champion des Pays-Bas en 1981
- Vainqueur de la Coupe des Pays-Bas en 1981 et 1982